# Jan Streuer
Jan Streuer (Losser, 6 mei 1951) is een voormalig Nederlands voetballer. Hij speelde als linksbuiten en als middenvelder voor achtereenvolgens FC Twente, FC Groningen, MVV, FC Utrecht en KRC Harelbeke. Na zijn actieve carrière was hij als hoofd scouting en manager voetbalzaken in dienst van Vitesse en werkte hij als directeur scouting bij Sjachtar Donetsk. Van 2020 tot 2023 was hij technisch directeur bij FC Twente. Sindsdien is hij als technisch adviseur verbonden aan deze club.

## Carrière

### Voetballoopbaan
Streuer speelde in het Nederlands amateurelftal, bij de UEFA-jeugd en in Jong Oranje. Op zijn vijftiende maakte hij zijn debuut in het eerste van de amateurclub CVV Germanicus uit Coevorden. Hij viel op toen hij in april 1969 in een wedstrijd van de UEFA-jeugd tegen Zwitserland vier doelpunten maakte. In de zomer van 1969 werd Streuer gecontracteerd door FC Twente, waar Kees Rijvers hoofdtrainer was. Het was de gouden tijd van FC Twente, dat tussen 1968/69 en 1975/76 steeds tussen de tweede en vijfde plaats in de Eredivisie eindigde. Streuer kwam in zijn eerste twee seizoenen regelmatig tot spelen en scoorde vijf doelpunten in de competitie. Op 4 november 1970 maakte hij een doelpunt in de Europa Cupwedstrijd tegen het Turkse Eskişehirspor. In zijn derde seizoen raakte hij op een zijspoor, waarna hij in de zomer van 1972 aan FC Groningen werd verhuurd. Hier speelde hij in één seizoen 22 wedstrijden waarin hij vijf doelpunten maakte. Streuer keerde in 1973 terug naar Twente, maar kwam in Enschede nauwelijks in actie. Wel scoorde hij op 12 december 1973 in de met 2-1 verloren Europa Cupwedstrijd tegen Ipswich Town FC.
Vanaf zomer 1974 speelde Streuer twee jaar voor MVV, dat in het seizoen 1975/76 degradeerde naar de eerste divisie. Medio 1976 tekende hij een contract bij FC Utrecht. Streuer was aanvankelijk goed op dreef en scoorde onder andere tegen zijn oude club FC Twente en in het bekertoernooi tegen Ajax. Op 30 januari 1977 brak hij in een wedstrijd tegen N.E.C. zijn linkerscheenbeen. Nog voordat hij zijn rentree kon maken, brak Streuer in een training in december 1977 opnieuw zijn scheenbeen en zijn kuitbeen. Hij kwam nauwelijks nog tot voetballen in Utrecht. Wel werd FC Utrecht vijfde in de eredivisie in 1979/80, hetgeen deelname aan het Europa Cup III-toernooi in het seizoen 1980/81 betekende. Streuer maakte dit niet meer mee, en verkaste half 1980 naar het Belgische KRC Harelbeke, waar hij twee jaar zou spelen. Daar liep hij in oktober 1981 voor een derde keer een beenbreuk op, deze keer zijn rechterscheenbeen. Aan het einde van het seizoen liep zijn contract af en in juni 1982 beëindigde hij zijn profcarrière.

### Bestuurlijke loopbaan
Streuer was korte tijd trainer van het tweede elftal en assistent-trainer onder Barry Hughes bij FC Utrecht. In 1987 liep hij als speler van amateurclub AFC Quick 1890 opnieuw een beenbreuk op. Hij was vervolgens trainer van het eerste van Quick. Hij was vanaf 1982 tevens eigenaar van een sportzaak in Amersfoort. Hier leerde hij de jeugdige John van den Brom kennen, die stage liep in de winkel. Streuer werd zaakwaarnemer van Van den Brom en regelde in 1986 een contract voor hem bij Vitesse. De contacten die hierdoor met de Arnhemse club gelegd waren, zorgden ervoor dat Streuer in 1990 werd gevraagd werd om hoofd scouting te worden. Vanaf 1997 was hij manager voetbalzaken bij Vitesse. Hij maakte succesvolle maar ook uiterst turbulente jaren mee bij Vitesse met Europees voetbal, financiële problemen, hoge klasseringen en dreigende degradatie. Streuer ontving de decoratie "Zilveren Vitessenaar", mede voor zijn bestuurlijke rol binnen Vitesse.
Van 2007 tot en met 2016 was Streuer directeur scouting bij Sjachtar Donetsk. Ondertussen startte hij samen met Cees Lok een bedrijf in sportmanagement.
In juni 2020 trad hij als technisch directeur voor de periode van één jaar in dienst van FC Twente. In december 2020 werd zijn contract bij FC Twente verlengd tot medio 2022, en later met nog een jaar tot 2023. Begin 2023 maakte hij bekend geen nieuwe verlenging te willen. Hij bleef aanvankelijk aan tot 1 september 2023 om zijn opvolger Arnold Bruggink in te werken. Ook na die datum bleef hij echter aan als adviseur. Hij verlengde zijn contract achtereenvolgens tot 1 februari 2024, 1 september 2024 en 1 juli 2025.
Met Streuer als technisch directeur en Ron Jans als trainer vond FC Twente de weg weer omhoog. In seizoen 2020/21 werd de club nog tiende in de Eredivisie, maar de daaropvolgende jaren respectievelijk vierde en vijfde en werd Europees voetbal gehaald. Na jaren van onrust keerde de rust weer bij de Enschedese club. In seizoen 2023/24 werd Twente onder de nieuwe trainer Joseph Oosting derde.